# 秦宗贤
秦宗贤（9世纪—？），又名秦贤，唐朝末年军阀奉国军节度使秦宗权部将。
唐朝末年，黄巢作乱，秦宗权投降黄巢。
中和四年（884年）四月，秦宗贤率众数万在宣武军军部汴州西被宣武军副典客刘捍等所败。
黄巢灭亡后，秦宗权继续作乱，派秦宗贤侵略江南，所到之处皆烧杀无遗。光启元年（885年）三月，秦宗贤攻汴、郑不已，朝廷以宣武军节度使朱全忠为沛郡王，充蔡州西北面行营都统。秦宗贤侵略宋州、曹州，朱全忠作书约和，秦宗贤遣张调请求分地，汴州以南归奉国军，朱全忠秘密答应，但秦宗贤引兵渡过汴水，肆意放火劫掠无余。朱全忠大怒，斩张调而回，说：“我出十将，必破此贼。”进军与奉国军交战，杀获甚众。
光启二年（886年）五月，秦宗贤侵略宋州和汴州南鄙，朱全忠令义州刺史王虔裕在尉氏迎战，不利而还，损失一员裨将，朱全忠怒，命削王虔裕职，拘于别部，并亲自在尉氏南击败秦宗贤。宣武军大校葛从周在荥阳击败秦宗贤。
光启三年（887年），秦宗权屯边村，派秦宗贤在双丘扎营，侵板桥，卢瑭引兵进屯万胜，夹汴而列栅，军队搭桥过河。四月，奉国军全军十五万攻汴州，张晊屯北郊，秦宗贤屯板桥，各率众数万，环绕汴州列三十六寨，连续二十余里。朱全忠求援于泰宁军节度使朱瑾及朱瑾堂兄天平军节度使朱宣，朱瑾屯封禅寺，朱宣屯静戎镇。宣武军大将朱珍募兵回来，奉国军不知，以为宣武军兵少只能胆怯自守。朱全忠料到奉国军的心理，亲自发兵攻秦宗贤寨，士卒踊跃争先。宣武军将霍存用本部骑兵败秦贤军，杀五千人（一作三千人）。秦宗贤不为备，连失四寨，被斩首万余级，奉国军大惊，以为有神助。霍存尽得其辎重。朱全忠设计斩杀卢瑭。五月，秦宗权亲自率众来应秦宗贤。天平军、泰宁军、宣武军大破奉国军于边孝村，秦宗贤在万胜被宣武军将张归厚及其堂兄宣武军将张归霸击败歼灭，秦宗权退走。踏白都副将王檀等在郑州西北河滩上击败秦宗贤，于朱全忠马前射杀秦宗权部将孙安。秦宗权部将孙儒占据河阳，闻秦宗贤败，尽驱河阳之人杀之，投尸于河，焚烧闾井而去，孟、洛、许、汝、怀、郑、陕、虢等州都被朱全忠收复。
秦宗贤等战败后，奉国军势力削弱，文德元年（888年）五月，唐昭宗下诏改以朱全忠为蔡州四面行营兵马都统。次年秦宗权灭亡后，没有秦宗贤的记载。